# Russell Stuart Cedric Clark
Russell Stuart Cedric Clark (Christchurch, 27 de agosto de 1905-29 de julio de 1966) fue un escultor, ilustrador y académico universitario neozelandés.